# Le Chefresne
Le Chefresne foi uma comuna francesa na região administrativa da Normandia, no departamento Mancha. Estendia-se por uma área de 11,48 km². Em 2010 a comuna tinha 311 habitantes (densidade: 27,1 hab./km²).
Em 1 de janeiro de 2016, passou a formar parte da nova comuna de Percy-en-Normandie.